# Созерцање
Созерцање (од корена зрење; созерцати - сагледати) или контемплација (лат: од корена templum) је превод грчке речи теорија (гр: θεωρία - зрење, виђење, мотрење) која значи духовно сагледавање односно опажање узвишене лепоте у стварима. Према „Рјечнику страних ријечи“ Братољуба Клаића, контемплација је „разматрање, размишљање, дубоко понирање мислима у нешто, умовање, мисаоност која нема потребе за практичном реализацијом“.
У религиозном смислу, созерцање означава облик молитве или медитације. У хришћанству се најчешће повезује са мистицизмом.

## Историја појма
| „      | Лепо је мислити, још лепше знати, а најлепше је созерцати. | ” |
| — Гете |                                                            |   |

За Платона и Аристотела теорија (θεωρία) представља интелектуалну спознају, насупрот деловању (πράξις). Према Платону, путем созерцања душа може стећи знање о божанским идејама. У неоплатонистичкој филозофији еманацијским процесом из Једног произлазе друге хипостазе (ум и душа). Следствено томе, пут ка савршенству се замишља као кретање од сложености ка простоти, од подељености ка јединству. Плотин је тврдио да је созерцање Јединога могуће само у том случају када човек и сам постане један из мноштва. Плотин „умно созерцање“ поистовећује с виђењем светлости која се излива од прапочетка.
У мистицизму контемплација је стање у коме се људски ум усредоточује на духовну стварност, урањајући у њу све до заборава сваке друге стварности. За хришћанске мислиоце, особито неоплатоничког смера, контемплација је највиши степен људске духовне делатности. У теологији светих отаца созерцање значи молитвено усредсређивање душе на надумним тајнама, којима обилује човекова личност, као и суштина богоздане твари. Према Исаку Сирину, созерцање је осећање божанских тајни, сакривених у стварима и њиховим узроцима. „Ко созерцање ума сабира унутра у себи, созерцава Господа унутра у срцу свом." Исак Сирин сматра да људска природа постаје способна за истинско созерцање тек када се практиковањем врлина очисти од страсти.
У средњовековној филозофији се често супротставља делатни, односно уобичајени живот и контемплативни живот филозофа (Vita Activa vs. Vita Contemplativa). Од нововековних филозофа Кант подробније дефинише филозофски појам контемплације.
Контемплацију познаје и јеврејска кабала, исламски покрети попут суфизма и дервиша, а присутна је и у хиндуизму (јога) и будизму.